# Cadel Evans Great Ocean Road Race 2018
La 4.ª edición de la clásica ciclista Cadel Evans Great Ocean Road Race fue una carrera en Australia que se celebró el 28 de enero de 2018 sobre un recorrido de 164 km.
La carrera hizo parte del UCI WorldTour 2018, siendo la segunda competición del calendario de máxima categoría mundial.
La carrera fue ganada por el corredor australiano Jay McCarthy del equipo Bora-Hansgrohe, en segundo lugar Elia Viviani (Quick-Step Floors) y en tercer lugar Daryl Impey (Mitchelton-Scott).

## Recorrido
El recorrido es un poco similar al del Campeonato Mundial de Ciclismo en Ruta de 2010 realizado en Melbourne, sin embargo, el diseño del circuito fue realizado por el exciclista profesional Scott Sunderland, bajo la supervisión de Cadel Evans. La carrera inicia en los suburbios de Geelong's Waterfront,  luego el pelotón transcurre por los primeros 30 kilómetros llanos hasta llegar a la ciudad de Barwon Heads, lugar de nacimiento y residencia de Cadel Evans. Más adelante, la carrera se desplaza a través de la costa pacífica en donde el viento juega un factor determinante para los ciclista. A continuación, la carrera comienza a entrar en los bellos lugares de Torquay, un paraíso para los lugareños y un escape muy querido para los visitantes de todo el mundo. A través de la calle principal, la carrera se encuentra con la famosa Great Ocean Road donde las numerosas familias, nadadores y surfistas que se reúnen alrededor de las concurridas playas de Torquay harán una pausa para ver el colorido del pelotón rodar por esta famosa calle australiana. Finalmente, el pelotón se dirige a un circuito de 3 vueltas con varias cotas antes de llegar a meta, donde será la última oportunidad para un oportunista escaparse antes de alzar los brazos hasta meta en Geelong's Waterfront después de recorrer 164 kilómetros.

## Equipos participantes
Tomaron parte en la carrera 18 equipos: 12 de categoría UCI WorldTeam; 3 de categoría Profesional Continental; y la selección nacional de Australia. Formando así un pelotón de 106 ciclistas de los que acabaron 69. Los equipos participantes fueron:
| WorldTeams (12)- Lotto Soudal - Trek-Segafredo - Team Sunweb - Sky - Mitchelton-Scott - Lotto NL-Jumbo - Quick-Step Floors - Katusha-Alpecin - Dimension Data - Bora-Hansgrohe - AG2R La Mondiale - BMC Racing Team Equipos continentales profesionales (3)- Aqua Blue Sport - Israel Cycling Academy - Roompot-Nederlandse Loterij Equipo nacional- Australia |
| |

## Clasificación final
- Las clasificaciones finalizaron de la siguiente forma:[4]

| \| Clasificación general \| Clasificación general \| Clasificación general \| Clasificación general \| Clasificación general \| \| Ciclista \| Ciclista \| Equipo \| Tiempo \| \| \| --------------------- \| --------------------- \| --------------------- \| --------------------- \| --------------------- \| \| 1.º \| Jay McCarthy \| Bora-Hansgrohe \| 4 h 04 min 00 s \| \| \| 2.º \| Elia Viviani \| Quick-Step Floors \| + 0 s \| \| \| 3.º \| Daryl Impey \| Mitchelton-Scott \| + 0 s \| \| \| 4.º \| Dries Devenyns \| Quick-Step Floors \| + 0 s \| \| \| 5.º \| Simon Gerrans \| BMC Racing Team \| + 0 s \| \| \| 6.º \| Nikias Arndt \| Team Sunweb \| + 0 s \| \| \| 7.º \| Steele Von Hoff \| Australia \| + 0 s \| \| \| 8.º \| Maurits Lammertink \| Katusha-Alpecin \| + 0 s \| \| \| 9.º \| Enrico Battaglin \| LottoNL-Jumbo \| + 0 s \| \| \| 10.º \| Lars Ytting Bak \| Lotto-Soudal \| + 0 s \| \| \| 11.º \| Robert Gesink \| LottoNL-Jumbo \| + 0 s \| \| \| 12.º \| Owain Doull \| Team Sky \| + 0 s \| \| \| 13.º \| Pierre Latour \| AG2R La Mondiale \| + 0 s \| \| \| 14.º \| Koen De Kort \| Trek-Segafredo \| + 0 s \| \| \| 15.º \| Maarten Wynants \| LottoNL-Jumbo \| + 0 s \| \| \| 16.º \| Cameron Meyer \| Mitchelton-Scott \| + 0 s \| \| \| 17.º \| José Gonçalves \| Katusha-Alpecin \| + 0 s \| \| \| 18.º \| Mikaël Cherel \| AG2R La Mondiale \| + 0 s \| \| \| 19.º \| Bjorg Lambrecht \| Lotto-Soudal \| + 0 s \| \| \| 20.º \| Ruben Guerreiro \| Trek-Segafredo \| + 0 s \| \| |                    |                   |                 |
| |                    |                   |                 |
| Fuente: ProCyclingStats |                    |                   |                 |
| Clasificación general |                    |                   |                 |
| Ciclista | Ciclista           | Equipo            | Tiempo          |
| 1.º | Jay McCarthy       | Bora-Hansgrohe    | 4 h 04 min 00 s |
| 2.º | Elia Viviani       | Quick-Step Floors | + 0 s           |
| 3.º | Daryl Impey        | Mitchelton-Scott  | + 0 s           |
| 4.º | Dries Devenyns     | Quick-Step Floors | + 0 s           |
| 5.º | Simon Gerrans      | BMC Racing Team   | + 0 s           |
| 6.º | Nikias Arndt       | Team Sunweb       | + 0 s           |
| 7.º | Steele Von Hoff    | Australia         | + 0 s           |
| 8.º | Maurits Lammertink | Katusha-Alpecin   | + 0 s           |
| 9.º | Enrico Battaglin   | LottoNL-Jumbo     | + 0 s           |
| 10.º | Lars Ytting Bak    | Lotto-Soudal      | + 0 s           |
| 11.º | Robert Gesink      | LottoNL-Jumbo     | + 0 s           |
| 12.º | Owain Doull        | Team Sky          | + 0 s           |
| 13.º | Pierre Latour      | AG2R La Mondiale  | + 0 s           |
| 14.º | Koen De Kort       | Trek-Segafredo    | + 0 s           |
| 15.º | Maarten Wynants    | LottoNL-Jumbo     | + 0 s           |
| 16.º | Cameron Meyer      | Mitchelton-Scott  | + 0 s           |
| 17.º | José Gonçalves     | Katusha-Alpecin   | + 0 s           |
| 18.º | Mikaël Cherel      | AG2R La Mondiale  | + 0 s           |
| 19.º | Bjorg Lambrecht    | Lotto-Soudal      | + 0 s           |
| 20.º | Ruben Guerreiro    | Trek-Segafredo    | + 0 s           |

## UCI World Ranking
La Cadel Evans Great Ocean Road Race  otorga puntos para el UCI WorldTour 2018 y el UCI World Ranking, este último para corredores de los equipos en las categorías UCI WorldTeam, Profesional Continental y Equipos Continentales. Las siguientes tablas muestran el baremo de puntuación y los 10 corredores que obtuvieron más puntos:
| Posición   | 1.º | 2.º | 3.º | 4.º | 5.º | 6.º | 7.º | 8.º | 9.º | 10.º | 11.º | 12.º | 13.º | 14.º | 15.º-20.º | 21.º-30.º | 31.º-50.º | 51.º-55.º | 56.º-60.º |
| Puntuación | 300 | 250 | 215 | 175 | 120 | 115 | 95  | 75  | 60  | 50   | 40   | 35   | 30   | 25   | 20        | 12        | 5         | 2         | 1         |

| Clasificación |                    |                   |        |
| Posición      | Ciclista           | Equipo            | Puntos |
| ------------- | ------------------ | ----------------- | ------ |
| 1.º           | Jay McCarthy       | Bora-Hansgrohe    | 300    |
| 2.º           | Elia Viviani       | Quick-Step Floors | 250    |
| 3.º           | Daryl Impey        | Mitchelton-Scott  | 215    |
| 4.º           | Dries Devenyns     | Quick-Step Floors | 175    |
| 5.º           | Simon Gerrans      | BMC Racing        | 120    |
| 6.º           | Nikias Arndt       | Sunweb            | 115    |
| 7.º           | Steele Von Hoff    | Australia         | 95     |
| 8.º           | Maurits Lammertink | Katusha-Alpecin   | 75     |
| 9.º           | Enrico Battaglin   | LottoNL-Jumbo     | 60     |
| 10.º          | Lars Ytting Bak    | Lotto Soudal      | 50     |